# Браян Флінн
Браян Флінн (англ. Brian Flynn, нар. 12 жовтня 1955, Порт-Толбот) — валлійський футболіст, що грав на позиції півзахисника. По завершенні ігрової кар'єри — тренер.
Виступав, зокрема, за клуби «Бернлі» та «Лідс Юнайтед», а також національну збірну Уельсу.

## Клубна кар'єра
У дорослому футболі дебютував виступами за команду «Бернлі». 2 лютого 1974 року він дебютував у Першому дивізіоні у виїзній грі проти столичного Арсеналу (1:1). З сезону 1974/75 став основним гравцем клубу, який 1976 року вилетів з вищого дивізіону. Всього у команді провів чотири з половиною сезони, взявши участь у 120 матчах чемпіонату.
Своєю грою за цю команду привернув увагу представників тренерського штабу вищолігового клубу «Лідс Юнайтед», до складу якого приєднався в листопаді 1977 року. Відіграв за команду з Лідса наступні чотири роки своєї ігрової кар'єри. Граючи у складі «Лідс Юнайтед» також здебільшого виходив на поле в основному складі команди.
В кінці 1982 року Флінн повернувся у «Бернлі», спочатку на правах оренди, а потім підписав повноцінний контракт, виступаючи з командою у другому та третьому дивізіоні Англії.
В листопаді 1984 року Флінн перейшов у валлійський «Кардіфф Сіті», який виступав у англійських нижчих дивізіонах, після чого виступав там же за англійські «Донкастер Роверз» та «Бері».
Завершив ігрову кар'єру у валлійській команді «Рексем», за яку виступав протягом 1988—1993 років у англійському Четвертому дивізіоні.

## Виступи за збірну
20 листопада 1974 року дебютував в офіційних матчах у складі національної збірної Уельсу в грі відбору на Євро-1976 проти Люксембурга (5:0).
Загалом протягом кар'єри у національній команді, яка тривала 10 років, провів у її формі 66 матчів, забивши 7 голів.

## Кар'єра тренера
Розпочав тренерську кар'єру, ще продовжуючи грати на полі, 1989 року, очоливши тренерський штаб клубу «Рексем», де працював до 2001 року. Протягом своїх дванадцяти років керівництва Рекшем тричі вигравав Кубок Уельсу, а також вивів команду у другий дивізіон Англії. На момент його уходу з «Рексема» він був третім найкращим тренером з найтривалішою роботою з однією командою у Футбольній лізі після Алекса Фергюсона та Даріо Граді.
У вересні 2002 року став головним тренером команди «Свонсі Сіті» і тренував валлійську команду два роки, покинувши команду 18 березня 2004 року.
Згодом протягом 2004—2012 років очолював тренерський штаб молодіжної збірної Уельсу. Також після уходу Джона Тошака з посади тренера національної збірної Уельсу у вересні 2010 року, Флінн був призначений тимчасовим головним тренером першої команду і керував нею у двох матчах — 8 жовтня Уельс у Кардіффі програв Болгарії (0:1), а 12 жовтня 2010 року — Швейцарії (1:4) в Базелі.
З січня по травень 2013 року був головним тренером клубу «Донкастер Роверз», з яким виграв Третій дивізіон, після чого став спортивним директором клубу.
1 грудня 2016 року Флінн повернувся до «Свонсі Сіті», обійнявши посаду скаута. Після вильоту клубу до Чемпіоншипу в кінці сезону 2017/18, Флінн і решта команди скаутів були звільнені від своїх обов'язків.
2019 року був асистентом Браяна Г'юза у «Рексемі».

## Титули і досягнення
- Володар Суперкубка Англії (1):

«Бернлі»: 1973